# Ewoluta
Ewoluta (łac. evolutus, rozwinięty) albo rozwinięta krzywej {\displaystyle K} – krzywa utworzona ze środków krzywizny krzywej {\displaystyle K}.
Każda krzywa jest ewolutą swojej ewolwenty.
Jeśli krzywa jest ewolutą danej krzywej {\displaystyle K,} to jej styczne są normalnymi do krzywej {\displaystyle K.}
Przykłady
- ewolutą traktrysy jest krzywa łańcuchowa,
- ewolutą cykloidy jest cykloida.